# Johanna Westberg
Johanna Elizabeth Westberg, född 6 april 1990 i Nacka, är en svensk tidigare handbollsspelare (vänsternia).

## Karriär
Johanna Westberg började spela handboll i Skuru IK tillsammans med sin tvillingsyster Emelie Westberg. 2009 vann hon JSM-guld med Skuru IK. Med klubblaget Skuru fick Westberg 2014 spela SM-final i Malmö Arena, mot IK Sävehof. I semifinalen hade Skuru besegrat Lugi med 3–2 i matcher Skuru förlorade sedan finalmatchen mot Sävehof med 38–20. Westberg blev Skurus bästa målgörare i finalen. Efter säsongen 2013-2014 blev hon proffs i Randers HK i Danmark. Efter två år i Randers bytte hon klubb till Nykøbing Falster HK, där hon återförenades med tvillingsystern Emelie. I klubben blev hon dansk mästare 2017 och vann danska cupen 2018.

### Landslagskarriär
Johanna Westberg spelade i det svenska juniorlandslaget och gjorde 30 mål under 20 matcher. I ungdomslandslaget gjorde hon 85 mål under 27 matcher.
Johanna Westbergs debut i Sveriges landslag skedde den 23 november 2012 i en träningsturnering mot Frankrike. Samma år gjorde Westberg mästerskapsdebut, vid EM 2012 i Serbien. Westberg spelade sedan i landslaget 2013, då hon var med i laget som förlorade i VM-kvalet mot Polen. Även 2014 var hon med i landslagstruppen men blev inte uttagen till EM 2014. Hon blev inte heller uttagen till VM 2015 i Danmark eller i OS-truppen till OS 2016 i Rio de Janeiro. Hon tog däremot en plats i laget till EM 2016 i Sverige. EM 2016 blev en svensk besvikelse. Johanna Westberg gjorde sin bästa match i turneringen mot Nederländerna. Vid VM 2017 gjorde Westberg sin debut i ett världsmästerskap. Hon bidrog med bra skytte till att Sverige tog sig till semifinal och slutade på fjärdeplats. 2018 blev Johanna Westberg uttagen till EM i Frankrike men tackade nej då hon väntade barn.
Inför OS 2020 i Tokyo hade hon tackat nej, men efter att Isabelle Andersson skadat knät under förberedelserna i Japan blev Westberg inkallad. Det blev hennes sista mästerskap. I maj 2022 meddelade hon att hon avslutar karriären.

## Meriter
- JSM-guld 2009 med Skuru IK
- SM-silver 2014 med Skuru IK
- Dansk mästare 2017 med Nykøbing Falster HK
- Dansk pokalmästare 2018 med Nykøbing Falster HK